# Входной импеданс антенны
Входно́й импеда́нс анте́нны (входное сопротивле́ние антенны) — отношение напряжения к силе тока на клеммах антенны.
Введение понятия входного сопротивления антенны основано на её рассмотрении как двухполюсника.
Входное сопротивление антенны важно при определении КПД антенны и коэффициента усиления антенны и согласования антенны с фидером.
По теореме взаимности значения входного сопротивления антенны в режимах передачи и приема совпадают. Во входном сопротивлении {\displaystyle Z} антенны выделяют сопротивление излучения {\displaystyle R_{1}} и сопротивление потерь {\displaystyle R_{2}}:
{\displaystyle Z=R_{1}+R_{2}.}
Сопротивление потерь {\displaystyle R_{2}}, в свою очередь, складывается из омических потерь в материалах конструкции антенны (проводниках и изоляционных материалах) и потерь в объектах, расположенных в ближней зоне антенны (например, в грунте, опорах антенны). 
Для повышения КПД антенны необходимо стремиться к согласованию входного импеданса антенны с внутренним сопротивлением источника (с волновым сопротивлением линии передачи), а также к уменьшению потерь в антенне (то есть снижению {\displaystyle R_{2}}).

## Входное сопротивление антенн разных типов
- Входное сопротивление диполя Надененко не зависит от длины волны в широком диапазоне частот.